# Chiesa di San Falcione
La chiesa di San Falcione è una chiesa rupestre situata a Matera.
Si trova nella zona antistante la città, nella spianata della Murgia. La sua costruzione viene fatta risalire al IX secolo, con il nome che viene riportato anche come San Felicione, Cassione, Cassone, Cascione o Canione.
Dal punto architettonico, i diversi spazi sono stati scavati nella calcarenite. Comprende in particolare due presbiteri; su una parete, dentro lo strato di roccia è stata ricavata la cattedra. Sono inoltre presenti tracce di affreschi di stampo bizantino, ormai in cattive condizioni, raffiguranti alcuni santi (ne sono stati identificati ad esempio due che ritraggono San Nicola) e la presentazione di Gesù al Tempio. L'influenza bizantina è testimoniata anche da un'iscrizione greca presente in una nicchia interna, oggi poco visibile, che recita "Questo Bambino creò il cielo e la terra".